# Йоганн фон Ламонт
Йоганн фон Ламонт (нім. Johann von Lamont; 13 грудня 1805 — 6 серпня 1879) — німецький астроном і геофізик шотландського походження, член Баварської АН (1835).

## Життєпис

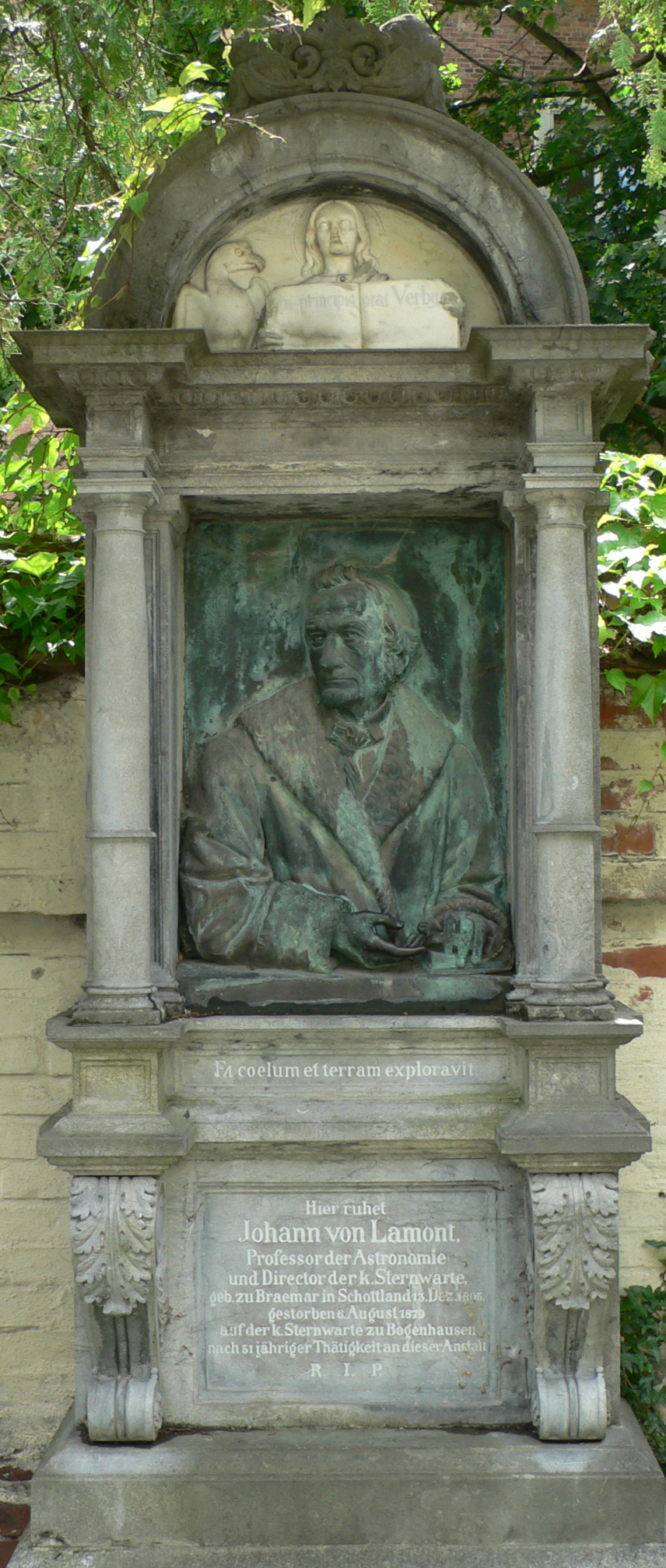
Могила у Богенгаузені

Родився в Бреймарі, Шотландія, поблизу Бальмораля; син керуючого маєтками графа Файфа. У 1817 батьків Ламонт умовили відпустити сина у Регенсбурзький бенедиктинський монастир, заснований для підтримки католицтва в Шотландії, і відтоді Ламонт вже не повертався на батьківщину. Природні обдарування розвивалися швидко і в 1827 Ламонт переселився в Мюнхен, де вступив до Богенгаузенської обсерваторії спочатку як асистент Зольднера, а у 1833 був призначений і директором обсерваторії. На цій посаді він залишався до самої смерті. З 1852 був також професором астрономії Мюнхенського університету.
У Богенгаузенській обсерваторії Ламонт вів спостереження та теоретичні дослідження в галузі астрономії, метеорології і земного магнетизму. Спостерігаючи зірки по зонах, Ламонт, серед іншого, визначив два рази положення Нептуна раніше, ніж ця планета була відкрита. У 1850 Ламонт вперше в Європі застосував хронографічний спосіб спостережень.
Наукові праці присвячені астрономії, геодезії, метеорології, геофізиці. Спостерігав супутники Сатурна (1836) та Урана (1837) і визначив їхні орбіти. Результати дослідження руху супутників Урана використовував для обчислення маси планети і отримав найточніше на той час значення. Провів тривалі ряди спостережень комети Галлея в її появі 1835; спостерігав сонячні затемнення 1842 та 1860 і описав їх. Продовжив меридіанне спостереження слабких зірок, розпочаті в обсерваторії в Богенгаузені його попередником на посаді, її директором Й.Зольднером. Опрацював і опублікував результати робіт Зольднера, разом зі своїм помічником визначив положення близько 35000 зірок, які публікувалися протягом 1866—1874. Каталог Ламонта стоїть в одному ряду з каталогами Ж. Ж. Ф. Лаланда, Ф. В. Бесселя, Ф. В. А. Аргеландера як одне з найважливіших досягнень позиційної астрономії XIX сторіччя.
Протягом понад 40 років вів регулярні метеорологічні спостереження за допомогою сконструйованого їм апарату для вимірювань і реєстрації даних.
Особливо відомі дослідження Ламонта в області земного магнетизму, у дослідженні якого він вважався першим авторитетом. Організував в Богенгаузені магнітну обсерваторію, яка в 1840 увійшла в міжнародну систему геомагнітних станцій. Розробив декілька нових приладів для магнітних вимірювань, написав ряд статей з теорії цих інструментів. У 1852—1855 роках він сам провів магнітні спостереження на 420 пунктах баварської території. У 1856—1858 їздив зі своїми приладами в експедиції до Франції, Іспанії, Португалії, Бельгії, Голландії, Данії для проведення геомагнітних вимірювань. Його «Керівництво з земного магнетизму» («Handbuch des Erdmagnetismuss», 1849) — відомий твір свого часу з цього питання. Тривалі регулярні дослідження земного магнетизму привели Ламонт до відкриття періодичності магнітних варіацій, яка збігається з періодичністю сонячних плям, виявленої Г. С. Швабе у 1843. Роботи Ламонта поклали початок вивченню сонячно-земних зв'язків.
У приватному житті Ламонт був відлюдником. Не маючи родичів в Німеччині і будучи вкрай бережливим, Ламонт, незважаючи на свою скромне утримання, ще за життя пожертвував 50 тисяч марок для видачі стипендій студентам Мюнхенського університету, що присвятили себе астрономії, фізиці або чистій математиці. За заповітом до цієї суми він додав ще 100 тисяч марок.
Ламонт був членом багатьох академій і наукових товариств і, серед інших, з 1852 — Лондонського королівського товариства.
На честь Ламонта названі кратери на Місяці та Марсі.